# Ein starkes Team: Freundinnen
Freundinnen ist ein deutscher Fernsehfilm von Daniel Helfer aus dem Jahr 2008. Es handelt sich um die 39. Folge der Krimiserie Ein starkes Team mit Maja Maranow und Florian Martens in den Hauptrollen.

## Handlung
Reddemanns Team ist gerade dabei, dem Autohändler Ulrich Kiefer Drogengeschäfte in großem Maßstab nachzuweisen, doch ihre Observierung bringt nicht den gewünschten Erfolg. Nachdem Kriminalhauptkommissarin Verena Berthold den Mann provoziert hat, droht er ihr.
Verena trifft nach vielen Jahren ihre alten Freundinnen Doris und Sarah wieder. Nach einem gemeinsamen Stadtbummel wird plötzlich vor Verenas Augen auf Sarah geschossen, sodass diese in die Spree stürzt. Trotz intensiver Suche kann die Leiche nicht gefunden werden. Auch der Schütze ist nicht zu entdecken. Erst später realisiert Vera, dass sie ihrer Freundin ihren markanten roten Schal geliehen hatte und der Mörder sie möglicherweise verwechselt hat, und dass eigentlich Verena getötet werden sollte. Verena macht sich Vorwürfe, dass ihre Freundin vielleicht noch leben könnte, wenn sie Kiefer nicht so unter Druck gesetzt hätte. Umgehend fährt sie zu Kiefer, um ihn zur Rede zu stellen. Doch er leugnet, mit dem Attentat etwas zu tun zu haben. Nach weiteren Observierungen gelingt es Verena und ihren Kollegen, endlich den Drogenhandel zu beweisen, den Mord leugnet er aber weiter.
Reddemann möchte, dass sich Verena und Otto mit dem Umfeld des Opfers befassen, schließlich ist Sarahs Mann als Alleinerbe der Firma tatverdächtig. Gernot Hausmann ist derzeit nicht anzutreffen, doch vom Anwalt der Unternehmerfamilie erfahren die Ermittler, dass die Hausmanns so gut wie pleite wären. Yüksels Recherchen bestätigen dies. Auffallend wird eine Überweisung von Geldern einer Stiftung, die Sarah eingerichtet hatte. Ihr Anwalt hat, nachdem Verena der Bank als Zeugin den Tod von Sarah Hausmann bestätigt hatte, einen Millionenbetrag für ein Kinderheim nach Brasilien überwiesen. Von dort aus wurde ein Großteil der Summe zu einem anderen Konto weitergeschickt. Daher gerät der Anwalt unter dringenden Tatverdacht, Sarah Hausmann getötet zu haben, und wird festgenommen.
Unerwartet taucht Sarah Hausmann wohlbehalten wieder auf. Nachdem Verena ihre Fassung wieder gewonnen hat, erklärt ihr Sarah, dass sie das Geld dringend braucht, weil man ihren Mann entführt hat. Sie wusste keinen anderen Rat, denn da ihr Privatvermögen zu gering war, konnte sie nur mit diesem Trick an die Stiftungsgelder gelangen. Doris war eingeweiht und hatte ihr bei allem geholfen. Verena glaubt ihr zunächst nicht, schließlich hatte sie ihr Vertrauen grob missbraucht. Dennoch macht sie sich mit Otto, Ben und Yüksel an die Arbeit, um dem Entführten zu helfen. Die Geldübergabe wird so gut wie nur möglich überwacht, und Gernot Hausmann wird unverletzt gefunden. Die Entführer können allerdings mit dem Geld entkommen, das auf Reddemanns Drängen von der Staatsanwaltschaft zur Verfügung gestellt wurde.
Verena findet Ungereimtheiten beim Ablauf der Geldübergabe, und wie sich herausstellt, hat Gernot Hausmann, kaum dass er wieder frei war, seine Frau verlassen. Otto findet indessen Hinweise, dass die Entführung nur vorgetäuscht war. Es wird klar, dass Doris alles eingefädelt und geplant haben muss, da sie sich nun mit Hausmann absetzen will. Verena und Otto verhindern dies und nehmen beide fest, auch das Lösegeld können sie bei Doris finden.
Zurück bleiben zwei enttäuschte Freundinnen.

## Hintergrund
Freundinnen wurde in Berlin gedreht und am 22. März 2008 um 20:15 Uhr im ZDF erstausgestrahlt.
Sputnik, dessen Rolle als Geschäftsmann in der Serie als ein Running Gag angelegt ist, gestaltet in dieser Folge seine Gaststätte in eine „Saftbar“ um.

## Kritik
Die Kritiker der Fernsehzeitschrift TV Spielfilm vergeben die beste Wertung (Daumen nach oben) und meinen: „Etwas konstruiert, aber ereignisreich: Die Wendungen dieses Falls hätten glatt für zwei Serienfolgen gereicht.“ Fazit: „Doppelbödiges Spiel zum Mitraten.“